# Kingston, Oklahoma
Kingston är en kommun (town) i Marshall County i Oklahoma. Vid 2020 års folkräkning hade Kingston 1 431 invånare.